# Павловка (Молдова)
Павловка (рум. Pavlovca) — село в Бричанском районе Молдовы. Наряду с селом Ларга входит в состав коммуны Ларга.

## География
Село расположено на высоте 214 метров над уровнем моря.

## Население
По данным переписи населения 2004 года, в селе Павловка проживает 18 человек (8 мужчин, 10 женщин).
Этнический состав села:
| Национальность | Число жителей | Процентный состав |
| -------------- | ------------- | ----------------- |
| молдаване      | 13            | 72,22             |
| украинцы       | 4             | 22,22             |
| гагаузы        | 1             | 5,56              |
| Всего          | 18            | 100 %             |